# Sammalsaari (ö i Södra Savolax, Nyslott, lat 61,87, long 29,41)
Sammalsaari är en ö i Finland. Den ligger i sjön Puruvesi och i kommunen Nyslott i  landskapet Södra Savolax, i den sydöstra delen av landet, 300 km nordost om huvudstaden Helsingfors. Öns area är 3,1 hektar och dess största längd är 270 meter i sydöst-nordvästlig riktning.